# Lost in Fuseta (Fernsehreihe)
Lost in Fuseta ist eine Kriminalfilmreihe für Das Erste mit Jan Krauter in der Titelrolle des autistischen Kommissars Leander Lost. Die Filme basieren auf der gleichnamigen Romanreihe von Holger Karsten Schmidt. Produziert wird die Reihe von Simone Höller; die Vertriebsrechte liegen bei der OneGate Media. Seit 2022 wurden bisher zwei Romane als Zweiteiler verfilmt. Mitte April 2024 wurde bekanntgegeben, dass die Fernsehreihe fortgeführt werde und die Dreharbeiten zum dritten Roman Weiße Fracht 2025 in Portugal erfolgen.

## Besetzung
| Schauspieler       | Rollenname      | Position                                                          | Episoden | Zeitraum  |
| ------------------ | --------------- | ----------------------------------------------------------------- | -------- | --------- |
| Jan Krauter        | Leander Lost    | Kriminalhauptkommissar                                            | 1–       | seit 2022 |
| Eva Meckbach       | Graciana Rosado | Sub-Inspektorin                                                   | 1–       | seit 2022 |
| Daniel Christensen | Carlos Esteves  | Sub-Inspektor                                                     | 1–       | seit 2022 |
| Anton Weil         | Miguel Duarte   | Sub-Inspektor                                                     | 1–       | seit 2022 |
| Bianca Nawrath     | Zara Pinto      | Ziehtochter von Leander Lost                                      | 1–       | seit 2022 |
| Filipa Areosa      | Soraia Rosado   | Kindergärtnerin, Schwester von Graciana                           | 1–       | seit 2022 |
| Adriano Carvalho   | Raul da Silva   | Vorgesetzter von Lost, Rosado, Esteves und Duarte; wird verhaftet | 1        | 2022      |
| Lúcia Moniz        | Cristina Sobral | Vorgesetzte von Lost, Rosado, Esteves und Duarte                  | 2–       | seit 2024 |

## Episodenliste
| Nr. | Originaltitel                                     | Erstausstrahlung D | Regie              | Drehbuch               | Zuschauer               |
| --- | ------------------------------------------------- | ------------------ | ------------------ | ---------------------- | ----------------------- |
| 1   | Lost in Fuseta – Ein Krimi aus Portugal (1. Teil) | 10. Sep. 2022      | Florian Baxmeyer   | Holger Karsten Schmidt | 4,33 Mio. (18,3 % MA)   |
| 2   | Lost in Fuseta – Ein Krimi aus Portugal (2. Teil) | 10. Sep. 2022      | Florian Baxmeyer   | Holger Karsten Schmidt | 3,71 Mio. (17,8 % MA)   |
| 3   | Lost in Fuseta – Spur der Schatten (1. Teil)      | 4. Apr. 2024       | Felix Herzogenrath | Holger Karsten Schmidt | 5,95 Mio. (23,5 % MA)   |
| 4   | Lost in Fuseta – Spur der Schatten (2. Teil)      | 6. Apr. 2024       | Felix Herzogenrath | Holger Karsten Schmidt | 4,75 Mio. (20,6 % MA)   |
| 5   | Lost in Fuseta – Weiße Fracht (1. Teil)           | noch nicht bekannt | Felix Herzogenrath | Holger Karsten Schmidt | noch nicht ausgestrahlt |
| 6   | Lost in Fuseta – Weiße Fracht (2. Teil)           | noch nicht bekannt | Felix Herzogenrath | Holger Karsten Schmidt | noch nicht ausgestrahlt |

## Veröffentlichung
Seit 2024 werden die einzelnen Verfilmungen der Fernsehreihe auf Blu-ray Disc herausgegeben.
- 2024: Lost in Fuseta – Ein Krimi aus Portugal, erschienen am 20. September 2024 bei OneGate Media[7]
- 2024: Lost in Fuseta – Spur der Schatten, erschienen am 8. November 2024 bei OneGate Media[8]